# Włodzimierz Łączyński
Włodzimierz Hipolit Łączyński h. Nałęcz (ur. 2 maja 1898 w Radymnie, zm. 27 września 1944 w Oflagu VI B Dössel) – major kawalerii Wojska Polskiego.

## Życiorys
Urodził się w rodzinie Kazimierza, pułkownika kawalerii, i Wandy z domu Young. Zdał egzamin dojrzałości w Przemyślu. W czasie I wojny światowej, od 1917 walczył w szeregach c. i k. Armii. Wziął udział w walkach na froncie włoskim, gdzie odniósł rany. Został mianowany na stopień podporucznika, a jego oddziałem macierzystym był pułk ułanów Nr 6.
W grudniu 1918 został przyjęty do Wojska Polskiego. W latach 1919–1920 uczestniczył w wojnie z Ukraińcami i bolszewikami, brał udział w walkach w ramach 6 Pułku Ułanów Kaniowskich.
3 maja 1922 został zweryfikowany w stopniu porucznika ze starszeństwem z 1 czerwca 1919 i 227. lokatą w korpusie oficerów kawalerii, a jego oddziałem macierzystym był 10 pułk strzelców konnych w Łańcucie. W czerwcu 1924 został przydzielony do Dowództwa Okręgu Korpusu Nr X w Przemyślu na stanowisko oficera ordynansowego dowódcy okręgu korpusu. 1 grudnia 1924 został mianowany rotmistrzem ze starszeństwem z 15 sierpnia 1924 i 75. lokatą w korpusie oficerów kawalerii. W latach 1928–1934 pełnił służbę w 8 pułku ułanów w Krakowie. 4 lutego 1934 został awansowany na majora ze starszeństwem z dniem 1 stycznia 1934 i 6. lokatą w korpusie oficerów kawalerii. W następnym miesiącu został przeniesiony z 8 do 27 pułku ułanów w Nieświeżu na stanowisko dowódcy szwadronu zapasowego w Baranowiczach.
Przed wybuchem II wojny światowej (prawdopodobnie 16 sierpnia 1939) został zastępcą dowódcy 2 pułku strzelców konnych w Hrubieszowie (Wołyńska Brygada Kawalerii – Armia „Łódź”). W tej funkcji brał udział w kampanii wrześniowej. Odniósł rany 24 września 1939 w walkach k. Chełma. Po klęsce polskiej wojny obronnej przedostał się przez Węgry (tymczasowo internowany w Hidasnémeti) do Francji. Został oficerem Polskich Sił Zbrojnych. W 1940 był dowódcą 3 Oddziału Rozpoznawczego. Uczestniczył w kampanii francuskiej, w maju i czerwcu 1940 w szeregach 1 Dywizji Grenadierów kontynuował walkę przeciwko Niemcom na linii Maginota. 10 lipca 1940 dostał się do niewoli niemieckiej. Został osadzony w Oflagu VI B Dössel, gdzie zginął 27 września 1944 w wyniku zbombardowania obozu. Razem z 184 innymi zabitymi w tym tragicznym zdarzeniu został pochowany na tamtejszym cmentarzu w Dössel (obecnie część miasta Warburg).
Jego żoną od 1922 była Helena z Błażowskich, z którą miał synów Kazimierza (ur. 1923) i Jerzego (ur. 1927).

## Ordery i odznaczenia
- Srebrny Krzyż Zasługi (10 listopada 1928)[14]
- Medal Pamiątkowy za Wojnę 1918–1921[15]
- Medal Dziesięciolecia Odzyskanej Niepodległości[15]
- Krzyż Oficerski Orderu Gwiazdy Rumunii (Rumunia)[16]
- Brązowy Medal Waleczności (Austro-Węgry)[17]
- Krzyż Wojskowy Karola (Austro-Węgry)[17]

## Upamiętnienie
W dowód uznania Rada Miejska Kamieńska, uchwałą nr XVIII/136/2000 z 28 czerwca 2000 r., uhonorowała mjr. Włodzimierza Łączyńskiego nazywając jedną z nowo projektowanych ulic jego imieniem.